# Curtis Tracy McMullen
Curtis Tracy McMullen, ameriški matematik, * 21. maj 1958, Berkeley, Kalifornija, ZDA.
1. ↑  Normativna kontrola Kongresne knjižnice — Library of Congress.